# Chris Abel
Christopher Robert Abel (28 tháng 4 năm 1912 – 15 tháng 9 năm 1986) là một cầu thủ bóng đá từng thi đấu ở Football League cho Bradford City và Leeds United. Ông sinh ra ở Gorton, Manchester, Anh.